# Ernie Harwell
William Earnest Harwell dit Ernie Harwell, né le 25 janvier 1918 à Washington (Géorgie) et décédé le 4 mai 2010 à Novi (Michigan), est un commentateur sportif américain qui opère pendant 55 ans à la radio et à la télévision. Harwell est également l'auteur de plusieurs livres sur le baseball.
Récipiendaire du Prix Ford C. Frick en 1981, il est élu au Radio Hall of Fame en 1998.